# Robley D. Evans (amiral)
Pour les articles homonymes, voir Robley D. Evans.
Robley Dunglison Evans (né le 18 août 1846 et mort le 3 janvier 1912) est un officier de l'United States Navy. Il participe ainsi à la guerre de Sécession dans l'Union Navy puis à la guerre hispano-américaine, atteignant le grade de contre-amiral. De 1907 à 1908 il commande la grande flotte blanche, composée de plusieurs cuirassés, lors de son passage de l'Atlantique au Pacifique par le détroit de Magellan.

## Biographie
En 1859, le délégué du Territoire de l'Utah, William Henry Hooper, lui propose d'être nommé à l'Académie navale des États-Unis. Après avoir établi sa résidence dans l'Utah, il entre à l'académie en 1860. Evans est mis en service actif en septembre 1863 et sort diplômé de l'académie en 1864.

### Service pendant la guerre civile américaine

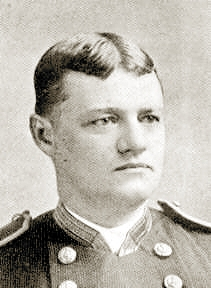
Photo de jeunesse

Lors des attaques contre Fort Fisher, en Caroline du Nord, au cours de la seconde bataille de fort Fisher, il fait preuve d'une grande bravoure sous le feu de l'ennemi le 15 janvier 1865. Il mena son groupe de débarquement de Marines américains à travers un feu nourri pour charger les défenses confédérées. Evans continua à se battre même après sa quatrième blessure, dégainant son pistolet et menaçant de tuer tout homme qui tenterait de l'amputer de la jambe lors de l'opération chirurgicale au cours de laquelle il fut évacué.

### "Fighting Bob" Evans
Au cours des années 1890, Evans occupe de nombreux postes importants en mer. En 1891 et 1892, commandant le Yorktown du Pacific Squadron (escadre du Pacifique), il est très apprécié pour sa fermeté et son habileté dans la gestion d'une situation tendue avec le Chili, ce qui lui vaut le surnom de "Fighting Bob" Evans. Bien qu'il soit manifestement fier de son surnom, sa réputation de blasphémateur lui vaut d'être réprimandé par Leonard Woolsey Bacon, pasteur de l'église congrégationaliste de Litchfield, dans le Connecticut, dans une lettre adressée au New York Times.

### USSIndiana
Le premier cuirassé de mer des États-Unis, l'USS Indiana, est mis en service le 20 novembre 1895, sous le commandement du capitaine Evans. L'ancien président Benjamin Harrison, accompagné d'un comité de l'État de l'Indiana, remet à Evans un ensemble de pièces d'argent pour le cuirassé le 16 septembre 1896 à Tompkinsville, dans l'État de New York.

### Guerre hispano-américaine
Pendant la guerre hispano-américaine, il a commandé le cuirassé USS Iowa (BB-4) lors de la bataille de Santiago de Cuba.

### Service à terre
Robley Dunglison Evans est nommé président du Board of Inspection and Survey (Bureau d'inspection et d'enquête) de février 1901 à avril 1902.

### Prince Henri de Prusse
Le président Theodore Roosevelt choisit l'amiral Robley D. Evans pour accueillir le prince Heinrich de Prusse, frère de l'empereur Guillaume II d'Allemagne. Le 15 février 1902, l'amiral Evans, en tant que commandant en chef d'un escadron d'honneur spécial, hisse son drapeau sur le cuirassé USS Illinois (BB-7) au New York Navy Yard. Evans a fêté le prince Henry lors de la visite de la Kaiserliche Marine, la marine impériale allemande. Après le départ du prince allemand, le 28 février 1902, le drapeau d'Evans est descendu de l'Illinois.

### Commandant en chef de la flotte asiatique (Commander-in-Chief – Asiatic Fleet)
Le 4 novembre 1902, l'amiral Evans transfère son pavillon du croiseur blindé USS New York (ACR-2) au cuirassé USS Kentucky (BB-6) à Yokohama, au Japon. Le 5 décembre 1903, le Kentucky quitte les eaux japonaises pour Hawaï ; le 17 décembre 1903, le Kentucky arrive à la station navale de Pearl Harbor (Pearl Harbor Naval Station), à Hawaï. L'amiral Evans organise un dîner de Noël pour les officiers du Kentucky à l'hôtel Moana de Waikiki. 31 décembre 1903 Le navire amiral d'Evans quitte Honolulu pour Guam. Le Kentucky arrive à Cavite, aux Philippines, le 18 janvier 1904. L'amiral Evans rend visite au nouveau gouverneur général des Philippines, Luke Edward Wright, au palais de Malacañan. Le navire amiral d'Evans quitte Manille le 13 mars 1904. Le Kentucky fait escale à Hong Kong et à Colombo. Il traverse le canal de Suez et entre dans la mer Méditerranée jusqu'au port de Naples, en Italie, puis poursuit son voyage jusqu'à Gibraltar, en faisant escale à Madère. Le navire-amiral Kentucky arrive au chantier naval de New York le 23 mai 1904. L'amiral Evans a hissé son drapeau, le 27 mai 1904, depuis le cuirassé Kentucky.

### Commandant en chef - Flotte de l'Atlantique Nord (Commander-in-Chief – North Atlantic Fleet)

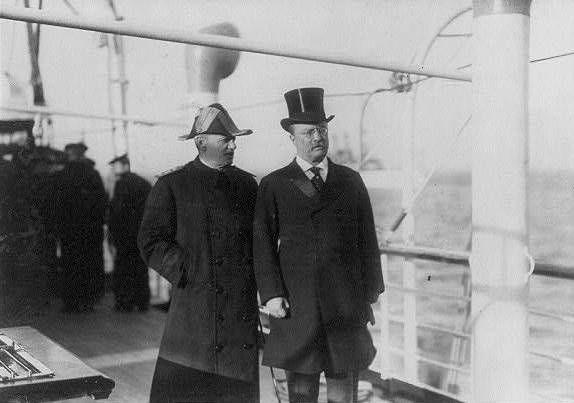
Evans (à gauche) et le président Theodore Roosevelt à bord du The Mayflower, le yacht de Roosevelt.

Le 31 mars 1905, le cuirassé USS Maine tire une salve de 13 coups de canon à Pensacola, en Floride, lorsque le drapeau du contre-amiral Robley D. Evans, commandant en chef (Commander-in-Chief) de la Flotte de l'Atlantique Nord (North Atlantic Fleet), est hissé au grand mât. La Flotte appareille le 7 mai 1905 pour Hampton Roads, en Virginie. L'amiral Evans retourne à son alma mater, l'Académie navale des États-Unis à Annapolis, dans le Maryland, le 30 octobre 1905.
La Flotte britannique (Royal Navy) commandée par le prince Louis de Battenberg arrive à Annapolis. Le 1er novembre 1905, le prince rendit visite à Evans sur le Maine. L'amiral Evans a fait visiter au prince Louis l'Académie navale et le cuirassé Maine. Plus tard dans la semaine, Evans organise une réception sur le Maine pour le gouverneur du Maryland Edwin Warfield.
Le 7 novembre 1905, l'amiral Evans a quitté Annapolis pour New York à bord du navire-amiral Maine. L'amiral Evans est resté à bord du Maine pendant les réparations, du 20 novembre 1905 à janvier 1906. Après avoir pris ses quartiers d'hiver dans la baie de Guantanamo, à Cuba, le 3 mai 1906, Evans ramena la Flotte à New York. Le 2 septembre 1906, le Maine jette l'ancre à côté du yacht présidentiel Mayflower au large de la baie dOyster à Long Island. Le président Theodore Roosevelt monte à bord du Maine pour s'entretenir avec Evans. Le 28 décembre, l'amiral Evans quitte New York à bord du Maine pour prendre ses quartiers d'hiver dans les eaux cubaines. Le 15 avril 1907, le Maine, navire-amiral d'Evans, retourne à Hampton Roads. Le 16 avril 1907, Evans descend son drapeau sur le Maine et le hisse sur le cuirassé Connecticut, navire-amiral de la croisière mondiale.

### La Grande flotte blanche (The Great White Fleet)
Le contre-amiral Evans a commandé la Grande flotte blanche (Great White Fleet) le 16 avril 1907 à partir de Hampton Roads (Virginie), lors de son passage de l'océan Atlantique à l'océan Pacifique en passant par le détroit de Magellan. Il a été relevé de son commandement à San Francisco (Californie) le 9 mai 1908, en raison de problèmes de santé.
L'amiral Evans prend sa retraite de la marine lorsqu'il atteint l'âge obligatoire de 62 ans, le 18 août 1908.
Il meurt à Washington, DC, le 3 janvier 1912.

## Dates de grade
- Acting midshipman, 20 septembre 1860
- Acting ensign, 1er octobre 1863
- Master, sur la liste des retraités, 10 mai 1866
- Lieutenant, sur la liste des retraités, 25 juillet 1866, sur la liste des actifs, 25 janvier 1867
- Lieutenant commander, 12 March 1868, Active List
- Commander, 12 juillet 1mars 878
- Captain, 27 juin 1893
- Rear admiral, 11 février 1901
- Liste des retraités, 18 août 1908

Durée totale de service - 47 ans, 10 mois, 28 jours

## Décorations
Le contre-amiral Evans a reçu:
 - Civil War Campaign Medal (médaille de campagne de la guerre civile)
 - Sampson Medal (médaille de Sampson)
 - Spanish Campaign Medal (médaille de la campagne d'Espagne)

## Honneurs
Deux destroyers de la marine américaine (US Navy), l'USS Evans (DD-78), lancé le 30 octobre 1918, et l'USS Evans (DD-552), lancé le 4 octobre 1942, ont été nommés en son honneur.
L'avenue Evans à San Francisco porte son nom.